# Mormia crassiascoidata
Mormia crassiascoidata är en tvåvingeart som först beskrevs av Tonnoir 1939.  Mormia crassiascoidata ingår i släktet Mormia och familjen fjärilsmyggor.
Artens utbredningsområde är Kenya. Inga underarter finns listade i Catalogue of Life.